# Tế bào máu
Tế bào máu, còn được gọi là tế bào tạo máu, là một tế bào được tạo ra thông qua quá trình tạo máu và tìm thấy chủ yếu trong máu. Các loại tế bào máu chính bao gồm;
- Tế bào máu đỏ (hồng cầu)
- Tế bào máu trắng (bạch cầu)
- Tiểu cầu

Tổng hợp lại, ba loại tế bào máu này chiếm tới 45% tổng mô máu theo thể tích, còn lại 55% thể tích là huyết tương, thành phần chất lỏng của máu.

## Hồng cầu
Các tế bào máu đỏ hoặc hồng cầu, chủ yếu mang tới oxy và thu về carbon dioxide thông qua việc sử dụng hemoglobin. Hemoglobin là một protein chứa sắt khiến hồng cầu có màu đỏ và tạo điều kiện vận chuyển oxy từ phổi đến các mô và đưa carbon dioxide từ các mô đến phổi và sau đó được thở ra ngoài. Hồng cầu có dạng đĩa và có thể biến dạng để chúng có thể đi qua các mao mạch hẹp. Hồng cầu nhỏ hơn nhiều so với hầu hết các tế bào khác ở người.

## Bạch cầu

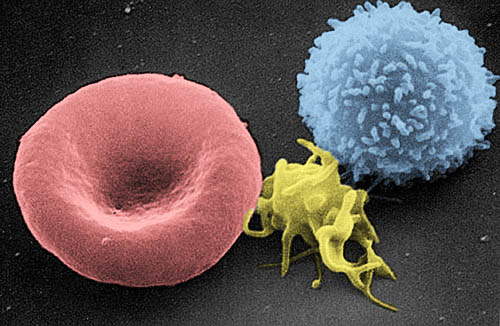
Kính hiển vi điện tử màu nhân tạo của các tế bào máu. Từ trái sang phải: hồng cầu, tiểu cầu, bạch cầu.

Bạch cầu là các tế bào của hệ miễn dịch liên quan đến việc bảo vệ cơ thể chống lại cả bệnh truyền nhiễm và chất lạ từ bên ngoài. Chúng được sản xuất và có nguồn gốc từ các tế bào đa thành phần trong tủy xương được gọi là tế bào gốc tạo máu. Bạch cầu được tìm thấy khắp cơ thể, bao gồm máu và hệ bạch huyết. Có nhiều loại bạch cầu phục vụ các vai trò cụ thể trong hệ miễn dịch của con người. Bạch cầu chiếm khoảng 1% khối lượng máu.

## Tiểu cầu
Tiểu cầu là những mảnh tế bào rất nhỏ, không đều, có đường kính 2-3 µm, có nguồn gốc từ sự phân mảnh của megakaryocytes. Tuổi thọ trung bình của tiểu cầu thường là 5 đến 9 ngày. Tiểu cầu là một nguồn tự nhiên của các yếu tố tăng trưởng. Chúng lưu thông trong máu của động vật có vú và tham gia vào quá trình cầm máu, dẫn đến sự hình thành cục máu đông. Tiểu cầu giải phóng các sợi giống như sợi tơ để tạo thành các cục máu đông này.